# Serpocaulon subandinum
Serpocaulon subandinum là một loài thực vật có mạch trong họ Polypodiaceae. Loài này được (Sodiro) A.R. Sm. mô tả khoa học đầu tiên năm 2006.